# Erzbistum Maseru
Das Erzbistum Maseru (lateinisch Archidioecesis Maseruena) ist eine römisch-katholische Diözese in Maseru in Lesotho.

## Geschichte
Vorläufer der heutigen Diözese ist die durch Papst Leo XIII. am 8. Mai 1894 gegründete Apostolische Präfektur Basutoland aus Gebietsabtretungen aus dem Apostolischen Vikariat Kimberley in Orange heraus; er unterstellte die Verwaltung der Präfektur der Ordensgemeinschaft der Oblaten. Am 18. Februar 1909 erfolgte durch Papst Pius X. die Firmierung zum Apostolischen Vikariat Basutoland und am 11. Januar 1951 die Erhebung zu einem Bistum durch Papst Pius XII. Durch Papst Johannes XXIII. erfolgte am 1961 die Gründung des heutigen Erzbistums.
Zugeordnet sind dem Erzbistum Maseru die Suffraganbistümer in Leribe (1952), Qacha’s Nek (1961) und Mohale’s Hoek (1977), die alle im gleichen Jahr aus Gebieten des Bistums Maseru gegründet wurden.

## Ordinarien

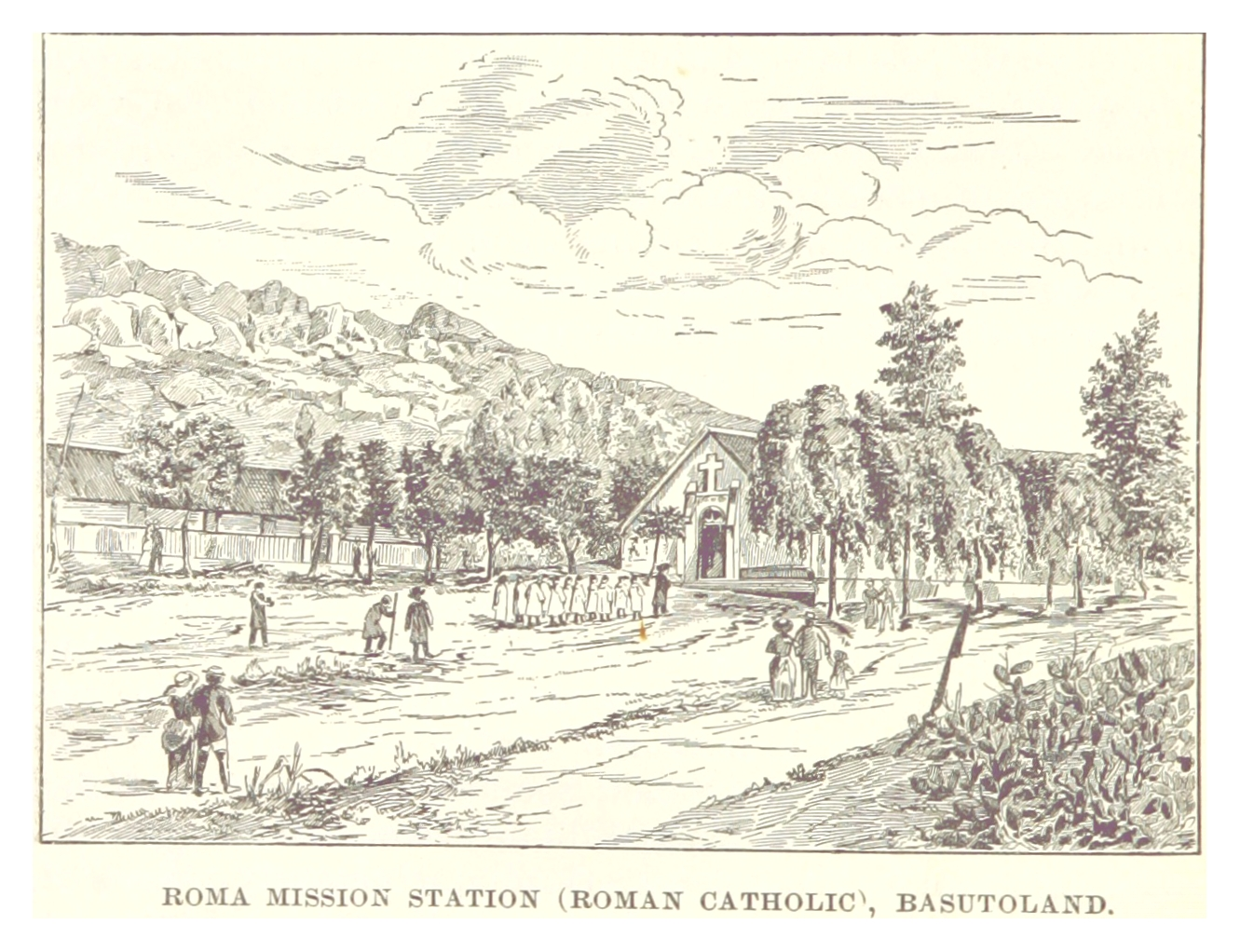
Die römisch-katholische Missionsstation Roma in Basutoland, um 1880

- Jules-Joseph Cénez OMI, Präfekt von 1897 bis 1909 und Bischofsvikar von 1909 bis 1930
- Joseph Bonhomme OMI, Bischofsvikar von 1933 bis 1947
- Joseph-Delphis Desrosiers OMI (1948–1961), Bischofsvikar von 1948 bis 1951, Bischof von 1951 bis 1961, ab 1961 Bischof von Qacha’s Nek
- Emanuel ’Mabathoana OMI, Erzbischof von 1961 bis 1966
- Alfonso Liguori Morapeli OMI, Erzbischof von 1967 bis 1989
- Bernard Mohlalisi OMI, Erzbischof von 1990 bis 2009
- Gerard Tlali Lerotholi OMI, Erzbischof seit 2009